# Herochroma mansfieldi
Herochroma mansfieldi là một loài bướm đêm trong họ Geometridae.